# Martine Kempf
Martine Kempf (* 9. Dezember 1958 in Straßburg) ist eine französische Unternehmerin und Erfinderin eines Spracherkennungssystems, welches gesprochene Befehle in Steuerungsimpulse für Maschinen umsetzt, beispielsweise zur Steuerung eines Rollstuhls, eines Pkws oder eines Operationsmikroskops in der Mikrochirurgie.

## Jugend
Ein Teil ihrer Schulbildung fand an einer Waldorfschule im Ruhrgebiet in Herne – der Hiberniaschule – statt, da die von ihren Brüdern besuchte weiterführende Schule in Straßburg zu dieser Zeit noch keine Mädchen aufnahm. Martine beherrscht drei Sprachen und spielt die Musikinstrumente Klavier, Geige und Fagott. Das Abitur absolvierte sie 1980 am "Lycée français" in Athen.

## Leben und Wirken
Sie studierte Astronomie an der Universität Bonn und entwickelte in ihrer Freizeit parallel zu ihrem Studium im Alter von 23 Jahren ein Spracherkennungssystem für Körperbehinderte. Sie nannte es Katalavox (vom griechischen Wortstamm katal = verstehen und dem lateinischen Wort vox = Stimme).
Im Frühjahr 1984 wurde Martine von der Firma Siemens, zusammen mit dem Bundesministerium für Forschung und Technologie, nach Japan eingeladen, um ihre Erfindung auf der "Leistungsschau der deutschen Industrie" vorzuführen. Ein Mercedes 190E war für behinderte Autofahrer mit dem Katalavox ausgerüstet worden und etwa 50 elektrische Funktionen wie Öffnung der Fahrertür, Betätigung von Blinker, Hupe, Beleuchtung, Scheibenwischer, der Automatik und des Radios waren nun sprachgesteuert.
Ebenfalls bereits 1984 wurde der erste sprachgesteuerte Rollstuhl von einem Jurastudent in Norwegen benutzt und erlaubte ihm so die selbständige Teilnahme an den Vorlesungen.
Im Dezember 1984 fand zudem am Pariser Krankenhaus der "Fondation Rothschild" die erste Operation mit Einsatz des Katalavox am Operationsmikroskop durch Danièle Aron-Rosa statt.
Im Oktober 1985 ging Martine Kempf nach Kalifornien und gründete dort in Sunnyvale ihr Unternehmen Kempf-Katalavox. Ihr Wechsel in die Vereinigten Staaten führte im November 1985 zu einer parlamentarischen Anfrage des Abgeordneten Adrien Zeller an die Adresse der damalige Ministerin für industrielle Weiterentwicklung Édith Cresson.

## Auszeichnungen und Würdigungen
- 1987 – benannte ihre Heimatstadt Dossenheim-Kochersberg nahe Straßburg eine Straße nach ihr "Rue Martine Kempf" (und zu diesem Zeitpunkt war sie erst 28 Jahre alt)[4]
- 2016 – "1er prix au concours Lépine régional" auf der Europäischen Messe in Straßburg als Belohnung für die in einem Ford C-Max installierten Einrichtungen für behinderte Menschen.[6]